# Мбулу

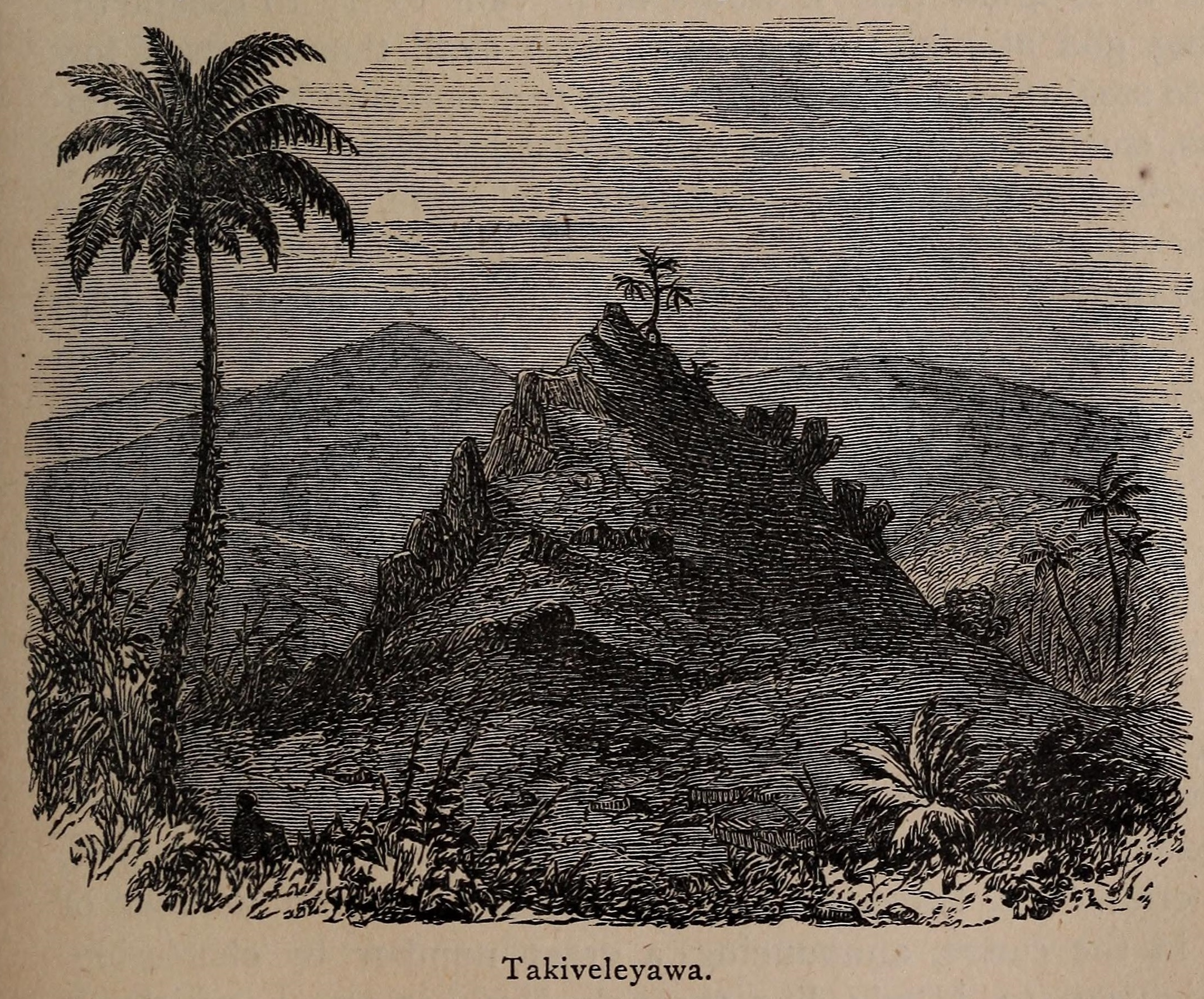
Холм Такивелеява, расположенный на пути к Мбулу.

Мбулу (фидж. Bulu) — в фиджийской мифологии название мира духов (по-видимому, подземного мира), в который душа отправляется после смерти человека. Если у мужчины было несколько жён и он убил в войне или в результате предательства нескольких их ближних, то с ним соответствующим образом обращаются в Мбулу, в котором пышность приёма зависит от многочисленности жён и великолепия кровавых поступков на земле.
Согласно представлениям местных жителей, в месяц, носящий название Вула-и-Ратумаимбулу (фидж. Vula-i-Ratumaibulu), бог сельского хозяйства Ратумаимбулу, широко почитавшийся древними фиджийцами, приходит из мира духов Мбулу, чтобы заставить хлебное дерево и другие фруктовые деревья цвести и плодоносить. В других мифах упоминается место Намбанг-Гатаи (фидж. Nambang Gatai) на пути к Мбулу, отдельной «стране или земле душ».
Самая западная часть острова Вануа-Леву считалось местом, откуда духи умерших людей отправлялись в Мбулу.